# Compagnons de France
Pour les articles homonymes, voir Compagnon.
Ne doit pas être confondu avec Compagnons.
Les Compagnons de France sont un mouvement de jeunesse vichyste créé en août 1940 par Henry Dhavernas et dissous en janvier 1944 par le Régime de Vichy. L'esprit est patriotique, anti-collaborationniste, proche de certaines positions résistantes se voulant malgré tout fidèle au maréchal Pétain et prônant une régénération française dans le cadre des valeurs (pas toutes, pas l'antisémitisme) de la Révolution nationale (cf. l'École d'Uriage et les Chantiers de la jeunesse française).

## Histoire
Henry Dhavernas (1912-2009) est le fondateur de ce mouvement, son objectif premier est de proposer un encadrement de la jeunesse pour la sortir de la rue. Il lance avec la Charte du Randan, ce mouvement qui regroupe tous les mouvements de jeunesse de l'époque ( jeunesse unioniste, scoutisme, auberges de jeunesse, JOC, la CGT, le Parti Socialiste). Grâce à son travail au cabinet de Paul Reynaud, il contacte le général Weygand qui met a sa disposition les moyens humains et matériel dont il dispose. Dhavernas est le premier président et le restera jusqu'en février 1941. Guillaume de Tournemire, nommé grâce à l'appui de Louis Garrone, dirige ensuite le mouvement.
Le siège social, fixé à Vichy au début, est transféré rue Garibaldi à Lyon, puis au château de Crépieux-la-Pape.
Plus proche de la Révolution nationale que de la collaboration totale, Tournemire écarte de la rédaction du bulletin du mouvement les membres qui préféreraient un rapprochement plus étroit avec le IIIe Reich. Une crise éclate lorsque certains membres ont la tentation d'utiliser les Compagnons comme d'un vivier pour le service d'ordre légionnaire, mais le soutien du secrétaire général à la Jeunesse, Georges Lamirand, permet à Tournemire de conserver le contrôle sur le mouvement. Celui-ci va compter jusqu'à 32 000 cadres et hommes.
Reçu par Pétain le 12 novembre 1942, le chef Compagnon lui fait part de sa volonté d'engager un jour le mouvement pour reprendre le combat. Pétain semble l'encourager dans sa démarche. Georges Lamarque, membre du réseau de renseignement Alliance, dirigé par Marie-Madeleine Fourcade, depuis novembre 1941, propose d'organiser l'armement de l'ensemble du mouvement (17 000 hommes) via son réseau. Le 22 novembre 1942, l'entrée en résistance est décidée : l'engagement des Compagnons dans l'Alliance est acté par un accord entre Tournemire et Fourcade, par l'intermédiaire de Lamarque. En mars 1943, Lamarque prend le commandement du sous-réseau Druides, qui va comporter de nombreux cadres des Compagnons, à commencer par Tournemire lui-même, sous le pseudonyme de Dispater, mais également Jean Védrine. Lamarque, alias Brenn, va choisir des chefs de secteur pour son sous-réseau. D'autres cadres partent vers des mouvements de résistance différents, comme Georges Rebattet, directeur-adjoint de Tournemire, qui rejoint Combat.
Entre août et septembre 1943, Tournemire passe dans la clandestinité, et François Huet, alors secrétaire général, lui succède. Mais le mouvement est peu à peu miné par le STO, et Pétain accepte sa dissolution en janvier 1944. Huet rejoint alors les Druides, et devient en mai le chef militaire du Maquis du Vercors. L'armement du mouvement prévu par Alliance est abandonné.

## Membres célèbres
- Pierre Poujade
- Georges Loinger[15]
- Louis Liébard, fondateur des Compagnons de la Musique, d'où sont issus les Compagnons de la chanson.